# Anton van den Wyngaerde

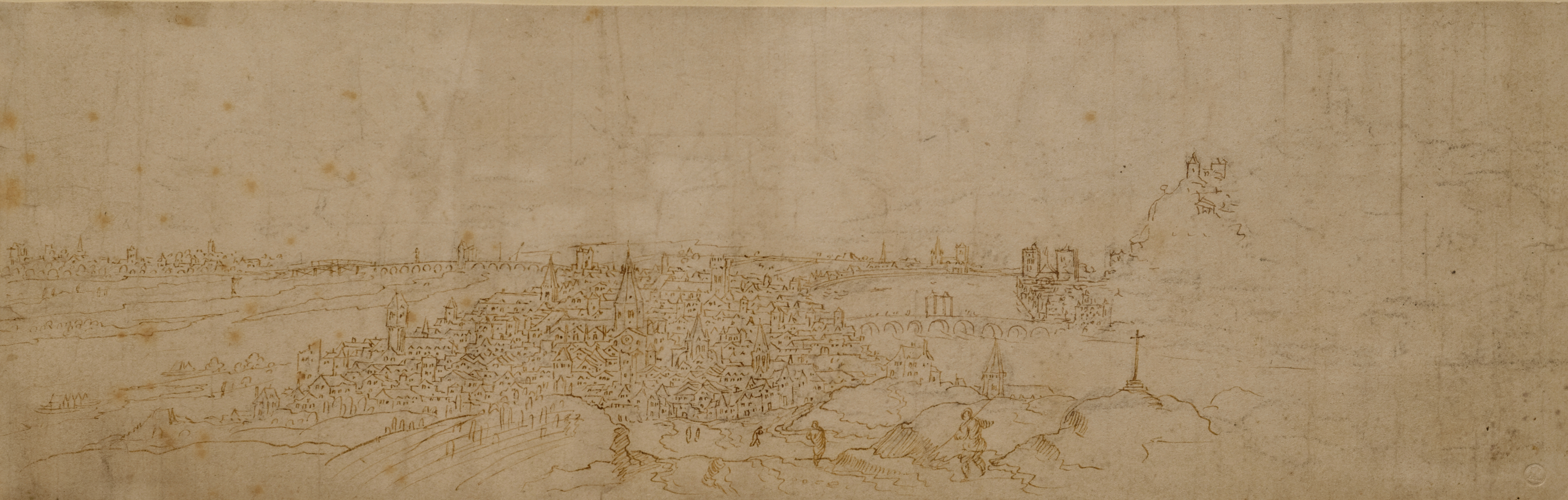
Vue panoramique de Lyon, en direction du sud depuis la montée Saint Sébastien par Anton van den Wyngaerde

Anton van den Wyngaerde est un dessinateur flamand spécialisé dans les vues paysagères urbaines. Il est né vers 1525 et mort en 1571. Il a effectué un grand nombre de dessins de villes notamment de nombreuses villes espagnoles, mais aussi françaises, anglaises, néerlandaises et italiennes. Sa spécialisation sur les villes espagnoles est due aux commandes de Philippe II, dont il est peintre de cour. Il est aussi cartographe et graveur.

## Biographie
Anton van den Wyngaerde est né vers 1525 à Anvers. Ses premiers travaux ont lieu en 1544 sur Dordrecht et sur Londres. Entre 1552 et 1553, il fait plusieurs dessins des paysages urbains de Rome, Gênes, Naples et Ancône. 
Il commence à travailler pour Philippe II en 1557, lors de la onzième guerre d'Italie, il effectue des vues des sièges de Saint-Quentin, Gravelines, Ham ou encore Doullens. L'année d'après, il effectue des travaux dans les Pays-Bas, où il représente notamment les villes de L'Écluse, de Dunkerque, de Malines, de Bruges et de Bruxelles. Les années suivantes, il effectue plusieurs travaux sur Londres. À partir de 1561 ou 1562, il travaille de longues années sur des dessins de villes espagnoles, mais aussi du palais du Pardo. 
Il dessine ainsi les vues de 62 villes espagnoles dont : Barcelone, Gibraltar, Guadalajara, Valence, Madrid, Cordoue, Salamanque, Alcalá de Henares, Tarragone, Cadix, Grenade, Saragosse, Tolède, Morvedre ou encore Burgos. Une de ses dernières œuvres est Zamora.
Il meurt à 1571 à Madrid.

## Conservation
Les dessins d'Anton van den Wyngaerde sont conservés dans trois collections:
- Bibliothèque nationale d'Autriche, à Vienne : 53 feuilles de dessins (61 dessins, en comptant les versos), principalement des vues de grand format pliées ; possède également des esquisses de villes, de bâtiments ou de ruines. Sont principalement représentées les villes d'Espagne
- Victoria and Albert Museum, à Londres : conserve depuis 1879 un total de 22 vues de villes complètes ainsi que des études préparatoires de monuments ou de détails
- Ashmolean Museum à Oxford : conserve 8 vues de thème espagnol